# السجلماسي اللمطي
أبو العباس أحمد بن مبارك بن محمد بن علي بن مبارك السجلماسي اللمطي (1090 - 1156 هـ / 1679 - 1743 م) هو فقيه مالكي. تتلمذ على عبد العزيز الدباغ، وجمع كلامه في كتاب «الإبريز من كلام سيدي عبد العزيز».

## شيوخه
- أبو عبد الله محمد بن عبد القادر الفاسي
- أبو عبد الله محمد بن أحمد القُسَنطِيني
- أبو العباس أحمد بن علي بن عبد الرحمن الجرندي الأندلسي الفاسي
- القاضي أبو محمد عبد القادر بن العربي بوخريص الكاملي الجعفري الفلالي
- أبو الحسن علي بن أحمد الحريشي

## تلامذته
- أبو العباس أحمد بن محمد بن حمدون بن مسعود الطاهري الحسني الجوطي
- أبو علي الحسن بن علي البُوعناني
- أبو علي الحسن بن رحّال المعداني التدلاولي
- أحمد بن الحسن بن محمد الملقب بالمَكُودِي
- أبو عبد الله محمد بن الطالب بن سودة الـمُرِّي الفاسي التاودي.[3]

## مؤلفاته
- كشف اللَّبس عن المسائل الخمس
- إنارة الأفهام بسماع ما قيل في دلالة العام
- شرح المحلى على جمع الجوامع
- ردّ التشديد في مسألة التقليد
- تحرير مسألة القبول على ما تقتضيه قواعد الأصول والمعقول
- مقالة الصواب في بيان حال بني مزاب

- المقالة الوافية في شرح القصيدة الدالية.[3]

## وفاته
توفي ليلة الجمعة، تاسع عشر جمادى الأولى سنة (1156هـ)، ودفن بجوار شيخه عبد العزيز الدباغ.

## وصلات خارجية
- الذهب الإبريز (في مناقب الشيخ عبد العزيز) - مخطوطات جامعة الملك سعود